# Hongshengtempel van Tai Kok Tsui
De Hongshengtempel van Tai Kok Tsui is een Chinese tempel die gewijd is aan de Chinese zeegod Hongsheng. De tempel ligt in Tai Kok Tsui, Kowloon, Hongkong. Behalve de god Hongsheng, worden ook de goden Bao Gong, Beidi en Huang Daxian, godinnen He Xiangu en Nüwa en de boeddhistische bodhisattva Guanyin, Cundi en Ksitigarbha vereerd.
Elk jaar wordt op de 13e van de tweede maand in de Chinese kalender de verjaardag van Hong Sheng groots gevierd in de tempel. Sinds 2005 gebruikt de straatvereniging van Mong Kok de tempel als buurtcentrum. Ook organiseren zij elk jaar de miaohui van Tai Kok Tsui.

## Geschiedenis
De tempel werd in 1881 gebouwd. De tempel wordt al meer dan zeventig beheerd door Tung Wah Group of Hospitals.
Bij de tempel staat een wensboom die al meer dan honderd jaar oud is.